# کونین (دوره)
کونین (به ژاپنی: 弘仁 Kōnin) نام عصر ژاپنی (نِنگُو) بود. این عصر بعد از دایدو (دوره) و قبل از تنچو قرار داشت و از سپتامبر ۸۱۰ تا ژانویه ۸۲۴ میلادی به طول انجامید. در طی این عصر امپراتور ساگا و امپراتور جونا حکمران ژاپن بودند.